# Сирота Ніна Павлівна
Сирота Ніна Павлівна (17 січня 1923 року) — український географ, кандидат географічних наук, доцент Київського національного університету імені Тараса Шевченка.

## Біографія
Народилась 17 січня 1923 року в місті Києві. Учасник бойових дій під час Другої Світової війни. Закінчила 1950 року географічний факультет Київського університету кафедру фізичної географії, у 1955 році аспірантуру ун-ту. У Київському університеті працює 1955 року старшим викладачем, у 1961—1987 роках доцентом кафедри фізичної географії, заступником декана заочного відділу на громадських засадах. Керівник наукового студентського гуртка фізичної географії Київського університету. Кандидатська дисертація «Житомирское Полесье: физико-географическая характеристика» захищена у 1955 році. Розробила і читала спеціалізовані курси: «Проблеми фізичної географії материків», «Закономірності розвитку географічної оболонки». Член редакційної колегії міжвідомчого наукового збірника «Фізична географія та геоморфологія». У 1959 році була учасником Всесоюзної наради з ландшафтознавства у Ризі.

## Нагороди і відзнаки
Нагороджена медалями: «За Перемогу над Німеччиною у Великій Вітчизняній війні 1941—1945 років», «За трудові досягнення».

## Наукові праці
Наукові інтереси: комплексне вивчення природи Полісся, вплив фізико-географічних процесів на структуру ландшафтів регіонів України. Автор понад 50 наукових праць. Основні праці:
1. (рос.) Ландшафты Киевской области и их хозяйственные трансформации. // Физическая география и геоморфология, 1980. № 23.
2. (рос.) Закономерности развития географической оболочки. — К., 1980.
3. (рос.) Изменение ландшафтной стурктуры физико-географических районов в Украинском Полесья под вохздействием антропогенных факторов. // Физическая география и геоморфология, 1983. № 30.